# Terebutinec
Terebutinec (in russo Теребутинец?) è un comune rurale della Russia, con circa 70 abitanti, situato nell'Oblast' di Novgorod.
Istituito nel 1830, il comune si trova in una zona boscosa e ricca di laghi a Nord-est del Rialto del Valdaj, a circa 215 km da San Pietroburgo e 430 km da Mosca.